# Иультин — Эгвекинот (автодорога)
Автомоби́льная доро́га Иульти́н — Эгвекино́т — автомобильная дорога регионального значения, связывающая морской порт Эгвекинот на побережье Берингова моря с континентальной частью Иультинского района Чукотского автономного округа с продлением посредством зимника на побережье Северного Ледовитого океана. Трассе присвоен номер 77К-006.
Являлась самой восточной круглогодичной автомобильной дорогой СССР.

## Краткий маршрут
0 км — пгт. Эгвекинот
0 км —  памятник строителям дороги
6 км —  «Залив Креста»
13 км — п. Озёрный
17 км — на Валунистое
24 км —  арка «Полярный круг»
32 км — дорожная база
87 км — п. Дорожный
91 км — с. Амгуэма
122 км— зимник до с. Нутэпэльмен
123 км — п. Транзитный
159 км — п. Геологический
174 км  — мост через р. Амгуэма
195 км — перевал Силаева
207 км — пгт. Иультин
340 км — пгт. Мыс Шмидта

## История
С открытием в 1937 году Иультинского оловорудного месторождения возникла проблема с добычей и транспортировкой металла. Для его освоения было организовано Строительное управление «Чукотстрой». Основной его задачей было строительство горнорудного предприятия и трассы Эгвекинот — Иультин. В короткий срок, с 1946 по 1951 годы, силами заключённых Чукотстройлага автодорога была построена. В последующие годы трасса постоянно реконструировалась, перестраивались мостовые переходы, полотно зачастую перекладывалось заново. Опасные участки спрямлялись, из-за чего протяжённость дороги сократилась почти на 10 %.
После ликвидации ГУЛага трасса продолжила своё развитие — от неё протянулись зимники и временные тракторные дороги в сёла, посёлки Светлый и Восточный, и далее на восток, к базам геологов и старателей. Трасса была продлена на 130 км автозимником на север, связав посёлки Мыс Шмидта и Полярный.
В августе 1965 года в районе 174 км построен постоянный мост через реку Амгуэму — один из самых длинных деревянных мостов в мире, состоящий из 16 пролетов общей длиной 552 м. Ранее на этом участке действовала паромная переправа.
С появлением в 1970-х годах на Чукотке новых грузовиков «Урал» средняя скорость передвижения по дороге возросла с 15 км/ч до 25 км/ч. Пик грузоперевозок пришёлся на вторую половину 1980-х годов с увеличением производства Иультинского ГОК. Планировалась реконструкция автодороги в связи с предполагавшимся возведением Амгуэмской ГЭС.
В постсоветское время с прекращением добычи олова и ликвидацией посёлка Иультин автодорога пришла в упадок, некоторые участки трассы находятся в аварийном состоянии. В 1995 году весенним паводком разрушен самый большой мост через реку Амгуэма. Придорожные посёлки прекратили своё существование, инфраструктура была разграблена.

## Содержание дороги
Трассу обслуживает ГП ЧАО «Дорожное ремонтно-строительное управление № 2». В настоящее время предприятие занимается реконструкцией железобетонных мостовых переходов по маршруту автодороги, заменяя их на гофрометаллические.
Всего на протяжении трассы построено 37 мостов общей протяжённостью 961 м, в земляное полотно уложено две сотни дренажных труб общей длиной 3080 м.

## Достопримечательности
- На 24-м километре автодороги установлена арка в месте пересечения трассы Полярным кругом. Арка представляет собой дугообразное сооружение из металлических труб в виде пересекающихся параллелей и меридианов синего цвета с красной надписью металлическими буквами «Полярный круг» и красным флажком в районе Северного полюса. Рядом с аркой находятся развалины двух домов из дикого камня, в которых жили начальство и охрана во времена строительства трассы заключёнными. На другой стороне дороги видны остатки лагеря.
- В 2014 году на нулевом километре трассы был установлен Памятник строителям дороги Эгвекинот — Иультин[7].
- В районе 174 км, где дорога охватывает петлёй сопку, установлен обелиск комсомольцу И. Любимцеву, трагически погибшему здесь в 1949 году[3].